# Ръселвил
Ръселвил (на английски: Russellville) е град в Алабама, Съединени американски щати, административен център на окръг Франклин. Населението му е 9697 души (по приблизителна оценка за 2017 г.).
В Ръселвил е роден писателят Густав Хасфорд (1947 – 1993).